# Leptotarsus nigrirostris
Leptotarsus nigrirostris är en tvåvingeart som först beskrevs av Frederick Askew Skuse 1890.  Leptotarsus nigrirostris ingår i släktet Leptotarsus och familjen storharkrankar. Inga underarter finns listade i Catalogue of Life.